# A State of Trance 2004
A State of Trance 2004 je kompilace trancové hudby od různých autorů, kterou poskládal a zamixoval nizozemský DJ Armin van Buuren. Kompilace vyšla na dvou CD 20. dubna 2004. Kompilace se skládá z vybraných skladeb, které do té doby hrál Armin ve své rádiové show A State of Trance.

## Seznam skladeb
CD1
1. Mark Otten – Tranquility (7:10)
2. Solid Globe – Sahara (5:48)
3. Whirlpool – Under The Sun (Solar Stone Remix) (7:18)
4. Three Drives – Signs Of The Universe (4:14)
5. Airwave – Ladyblue (Original Beat) (5:53)
6. Kyau vs. Albert – Velvet Morning (Aalto Remix) (5:01)
7. Fictivision vs. Phynn – Escape (Phynn Mix) (5:36)
8. Perpetuous Dreamer – Future Funland 2004 (Astura Remix) (5:00)
9. Active Sight – The Search For Freedom (6:01)
10. Super8 – Alba (6:00)
11. OceanLab – Satellite (Original Above & Beyond Remix) (5:45)
12. Robert Nickson – Spiral (6:54)
13. Armin van Buuren Feat. Justine Suissa – Burned With Desire (Rising Star Remix) (7:07)

CD2
1. Perry O'Neil – Kubik (8:06)
2. Valentino – Flying (Sultan & The Greek Remix) (5:37)
3. Michael Burns – The Ambience (4:35)
4. Peter Martin presents Anthanasia – Perfect Wave (6:43)
5. St. John vs. Locust – Mind Circles (Perry O'Neil Remix) (4:47)
6. Remy & Roland Klinkenberg – Fearless (5:42)
7. Scott Bond vs. Solar Stone – Naked Angel (6:07)
8. M.I.K.E. presents Fascinated – Totally Fascinated (6:18)
9. Mono – Rise (5:37)
10. Envio – Time To Say Goodbye (Passiva Mix) (6:04)
11. True Form – Forbidden Colours (7:28)
12. Arctic Quest – Offbeat (5:31)
13. Terry Bones vs. Fred Baker presents Water Planet – Introspection (John Askew Mix) (5:06)